# Drosera intermedia
Drosera intermedia este o specie de plante carnivore din genul Drosera, familia Droseraceae, ordinul Caryophyllales, descrisă de Friedrich Gottlob Hayne.
Este endemică în:
- Alabama.
- Arkansas.
- Austria.
- Liechtenstein.
- Belgium.
- Belarus.
- Estonia.
- Latvia.
- Lithuania.
- Brazilia Distrito Federal.
- Goiás.
- Mato Grosso do Sul.
- Mato Grosso.
- Alagoas.
- Bahia.
- Fernando de Noronha.
- Maranhao.
- Pernambuco.
- Rio Grande do Norte.
- Sergipe.
- Espirito Santo.
- Minas Gerais.
- Rio de Janeiro.
- São Paulo.
- Trindade.
- Acre.
- Amazonas.
- Amapá.
- Pará.
- Roraima.
- Rondônia.
- Tocantins.
- Paraná.
- Rio Grande do Sul.
- Santa Catarina.
- Connecticut.
- Cuba.
- Czech Republic.
- Slovakia.
- Delaware.
- Denmark.
- Finland.
- Florida.
- Channel Is..
- France.
- Monaco.
- Germany.
- Great Britain.
- Guyana.
- Indiana.
- Ireland.
- Northern Ireland.
- Kentucky.
- Louisiana.
- Maine.
- Masachusettes.
- Michigan.
- Maryland.
- Mississippi.
- North Carolina.
- Netherlands.
- Newfoundland.
- St.Pierre-Miquelon.
- Norway.
- Nova Scotia.
- New Hampshire.
- New Jersey.
- New York.
- Ohio.
- Pennsylvania.
- Poland.
- Portugal.
- Québec.
- Rhode I..
- Romania.
- Northwest European Russia.
- Sardegna.
- South Carolina.
- Spain.
- Surinam.
- Sweden.
- Switzerland.
- Tennessee.
- Trinidad-Tobago.
- Moldova.
- Ukraine.
- Venezuela.
- Vermont.
- Virginia.
- District of Columbia.
- West Virginia.
- Slovenia.

Conform Catalogue of Life specia Drosera intermedia nu are subspecii cunoscute.